# Bamboxê Obitikô
Bamboxê Obiticô, ou Rodolfo Nagô, ou Rodolfo Manoel Martins de Andrade (Bámgbóṣé Obítikó; Oió c. 1820 -  ) era um babalaô e dono de escravos africano, considerado "um dos personagens mais destacados da história do candomblé", tendo sido várias vezes preso pela prática religiosa então ilegal.

## Família
Em virtude de suas idas e vindas deixou filhos tanto no Brasil como na África, todos de mães diferentes. Segundo informações de familiares, sua filha mais velha foi Maria Julia Martins Andrade que se casou com Antonio Américo de Souza e passou a se chamar Maria Julia Andrade Sowzer, esta teve um filho nascido em Lagos de nome Felisberto Sowzer.

## Cronologia
Final da década de 1840 - Oió adentra a Bahia, escravizado, adquirido pelo punitivo português Manoel Martins de Andrade, que apesar de tudo parece ter partilhado alguma simpatia com o africano que se viria a auto-nomear do português. Vindo do Império de Oió, chega à Bahia o sacerdote de Xangô e babalaô nigeriano Bamboxê Obiticô, trazendo em seu ori o fundamento do adòsú.
Em 1857, compra a sua própria alforria.
Em 26 de setembro de 1878 desembarcou na Bahia Eliseu do Bonfim que retornava de uma viagem de quatro meses vindo de Lagos no patacho Garibaldi. Nesse mesmo navio veio um africano de nome Rodolfo Martins.
Em 29 de junho de 1884, Iá Nassô e o velho Bamboxê Abiticô moravam na rua dos Capitães, eram velhos amigos contemporâneos, que veio da África a convite da Obá Tossi Asipá Marcelina da Silva, fizeram a iniciação de Eugênia Ana dos Santos que mais tarde veio a ser a fundadora do Ilê Axé Opô Afonjá.
Em 16 de janeiro de 1887, é referido pelo Gazeta de Notícias como “Príncipe africano”, "chamado [a Yobá] para defender a sua tribo, que está em luta com outras tribos vizinhas", embora não seja certa qualquer ligação a nobreza africana.
Em 29 de maio de 1893, é preso de novo, com a filha Maria Júlia e outros acusados de feitiçaria, tendo sido recolhidos vários animais destinados a oferenda.

## Legado
Vários de seus descendentes e seguidores perpetuariam as suas práticas religiosas no Brasil. O jogo de búzios divinatório do cambondlé é também chamado "sistema Bamboxê".